# Данило Голубовић
Данило Голубовић (21. октобар 1963) био је заменик министра у Министарству пољопривреде, шумарства и водопривреде Србије.